# Hobbs Point
Der Hobbs Point (in Argentinien Punta Manchada, spanisch für Gesprenkelte Spitze) ist eine Landspitze am nordöstlichen Ende der Brooklyn-Insel vor der Danco-Küste des Grahamlands im Norden der Antarktischen Halbinsel.
Teilnehmer der Belgica-Expedition (1897–1899) unter der Leitung des belgischen Polarforschers Adrien de Gerlache de Gomery kartierten sie. Das UK Antarctic Place-Names Committee benannte sie 1960 nach dem Geologen Graham John Hobbs (1934–1999), der 1957 und 1958 für den Falkland Islands Dependencies Survey auf Danco Island tätig war und dabei die Küstenlinie zwischen Kap Murray und Kap Willems erkundet hatte.